# Château de la Grillière
Le château de la Grillière est situé à Monétay-sur-Allier en France.

## Localisation
Le château  est situé sur la commune de Monétay-sur-Allier, dans le département de l'Allier en région Auvergne-Rhône-Alpes.

## Description
Le château a été construit à la place d'une maison de maître démolie pour l'occasion. Le projet initial est conçu par Jean Moreau, et poursuivi en 1899 par son fils, René Moreau, en collaboration avec le commanditaire, Stephen Durieu de Lacarelle, qui revenait alors d'un voyage en Écosse. Il témoigne du style anglicisant des années 1900. Le parc a été redessiné à la même époque dans le même esprit. Les décors intérieurs illustrent également le choix de l'éclectisme, et ont été exécutés par le sculpteur Thiébaud (1895-1898) et le peintre décorateur Detanger. Grand escalier de style Renaissance en marbre rose (1895) ; les grand et petit salons sont séparés par des colonnes à chapiteaux corinthiens et décorés de stucs et de boiseries dans l'esprit XVIIIe siècle. La bibliothèque-fumoir, le cabinet de travail, la salle-à-manger aux boiseries inspirées du XVIIIe siècle (dessus de portes à scènes mythologiques) ont été récupérés en partie au château de Logères. Des scènes peintes décoratives proviennent du château de Montriboux. 

## Historique
L'édifice, datant de la fin du XIXe siècle, est inscrit au titre des monuments historiques par arrêté du 21 mars 1988 et classé le 8 février 1990.

## Protection
Éléments protégés : le château, y compris les pièces suivantes avec leur décor : fumoir avec sa galerie entresolée ; bibliothèque avec ses boiseries et son plafond peint ; salle à manger ; grand et petit salon ; escalier monumental avec son vestibule.